# Dan Castellaneta
Daniel Louis Castellaneta (29. listopada 1957.) je američki glumac, glasovni glumac, komičar i scenarist. Najpoznatiji je po tome što je podario glas Homeru Simpsonu u kultnoj animiranoj seriji Simpsoni, iako je tamo podario i glasove raznim drugim sporednim likovima, od gradonačelnika Quimbya do klauna Krustya. Za tu je seriju četiri puta dobio nagradu Emmy. 
Talijanskog je podrijetla.